# João de Lodi
João de Lodi (1025-1106) foi  um eremita e Bispo italiano.
João nasceu em Lodi Vecchio em 1025. Na década de 1060 tornou-se um eremita no mosteiro camaldulense de Fonte Avellana. Ele se tornou um discípulo e o secretário pessoal de Pedro Damião, que era o prior da Fonte Avellana. Após a morte de Damião, em 1072, João escreveu uma biografia de Damião. João mais tarde tornou-se prior da Fonte Avellana (1082-1084 e novamente 1100-1101). Em 1104 tornou-se Bispo de Giubbio e ocupou este cargo até a sua morte.